# Л’Эрбье, Марсель
Марсель Шарль Адриен Л’Эрбье (фр. Marcel Charles Adrien L'Herbier; 23 апреля 1888, Париж — 26 ноября 1979, там же) — французский кинорежиссёр. Последователь Л. Деллюка.

## Биография
Марсель Л’Эрбье родился в Париже 23 апреля 1888 года. Принадлежал к аристократическим кругам Парижа. Получив гуманитарное образование, Л’Эрбье начинал как поэт (сборник стихотворений «В саду тайных игр») и драматург (пьеса «Мертворожденный»). Отличался всесторонней широкой образованностью, писал стихи и пьесы, играл на рояле, увлекался живописью. Восхищался творчеством О. Уайльда.
В годы войны Л’Эрбье попал в кинематографический корпус, где и познакомился с киноискусством. После войны Л’Эрбье пишет сценарии для Рене Эрвиля и Меркантона: «Поток» и «Колечко». Ставит фильм «Роза — Франция».
Л’Эрбье пристально следил за мельчайшими деталями декораций, композицией кадра, добивался изысканности освещения. О его фильмах говорили, что они сделаны человеком «в белых перчатках».

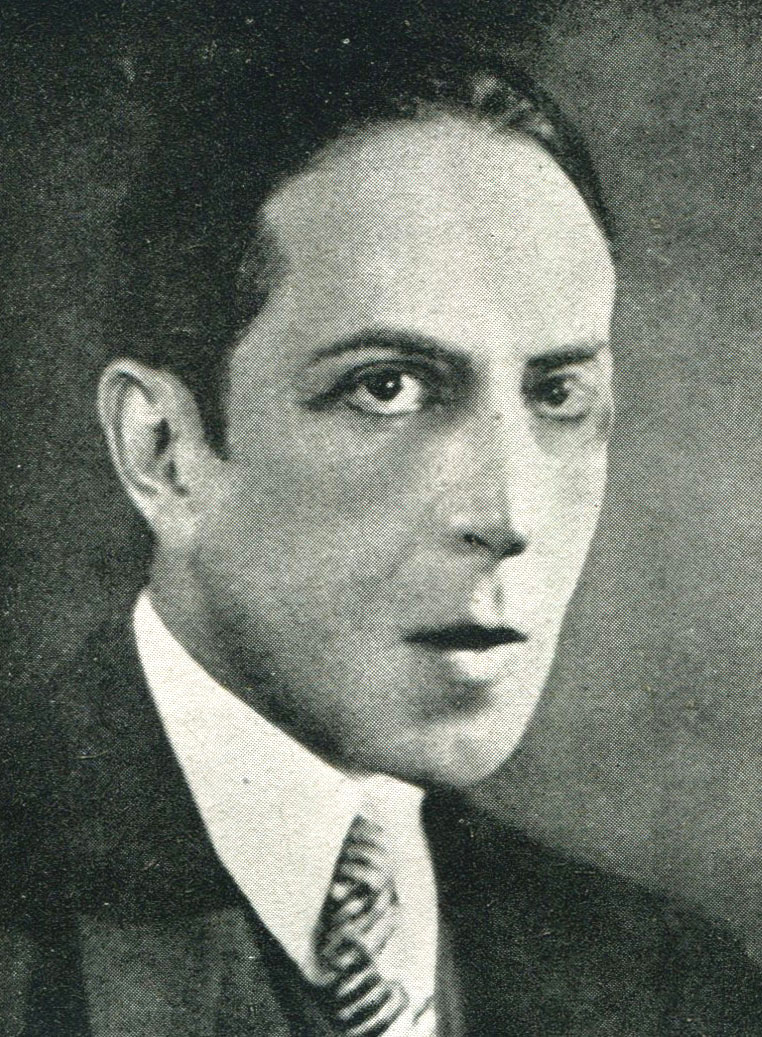
М. Л’Эрбье, 1923 г.

В 1920 году Л’Эрбье написал сценарий по новелле О. Бальзака «Драма на берегу моря» и выпустил фильм «Человек открытого моря» (с Жаком Катленом и Шарлем Буайе). По мнению Жоржа Садуля, в нём автор хотел, «чтобы в кино, как в сонате, были различимы аллегро, анданте, скерцо, ларго». Через год на экраны вышел фильм — «Эльдорадо». В пылу дискуссий именно об этом фильме М. Л’Эрбье, бросил крылатую фразу о том, что направление, к которому принадлежит «Эльдорадо», является «авангардом» французского и мирового кино. Так впервые появился термин, вскоре ставший синонимом всех экспериментальных фильмов.
Ксения Куприна, дочь А. И. Куприна, которая сыграла у режиссёра в фильмах «Дьявол в сердце», «Тайна жёлтой комнаты», «Духи́ дамы в чёрном», «Императорская дорога» и «Авантюрист» в своих воспоминаниях отмечала: «Лербье, Рене Клер, Дювивье, Абель Ганс были киноноваторами. Каждый в своей тайной лаборатории придумывал трюки. Каждый старался создать новое в кино. Лербье был эстетом. Его сотрудники молитвенно относились к нему».
В течение ряда лет возглавлял Центр связи между кинематографическими учебными заведениями. В октябре 1943 года добился основания Высшей школы кинематографии (фр. Institut des hautes études cinématographiques), призванной подготавливать технические кадры кино. После 1953 года работал только на телевидении, организовал серию телепередач под названием «Синематека будущего», он использовал телевидение для ознакомления широкой аудитории с кинопроизведениями прошлого.
Был женат на Марсель Прадо (фр. Marcelle Pradot; 1901—1982).

## Оценки
Режиссёр и сценарист Шарль Спаак, который недолюбливал Л’Эрбье, характеризовал его так:

Умён, образован, трудолюбив, отлично знает технику своего дела; предан своим друзьям, превосходно воспитан. Во всех комитетах, где мне приходилось видеть его за работой, он старательно, терпеливо и умело защищает интересы наших ассоциаций, если только они совпадают с его собственными; для тех, кто судит о нём по внешнему впечатлению, он приятно обходителен. Увы! Его душа во власти двух демонов — тщеславия и жадности.
— Шарль Спаак

## Избранная фильмография
- 1917 — «Фантазмы» / Phantasmes
- 1919 — «Роза — Франция» / Rose-France
- 1919 — «Карнавал истин» / Le carnaval des vérités
- 1920 — «Человек открытого моря» / L’homme du large (по Оноре де Бальзаку)
- 1921 — «Прометей-банкир» / Prométhée… banquier
- 1921 — «Эльдорадо» / Eldorado
- 1922 — «Дон Жуан и Фауст» / Don Juan et Faust
- 1923 — «Вилла „Судьба“» / Villa Destin
- 1923 — «Бесчеловечная» / L’inhumaine
- 1923 — «Воскресение» / Résurrection — (по роману Льва Толстого); фильм не был завершён[3].
- 1925 — «Покойный Матиа Паскаль» / Feu Mathias Pascal (по Луиджи Пиранделло)
- 1927 — «Деньги» / L’argent (по Эмилю Золя)
- 1930 — «Женщина на одну ночь» / La Femme d’une nuit (в трёх вариантах)
- 1930 — «Княжеские ночи» / Nuits de princes (по одноимённому роману Жозефа Кесселя)
- 1930 — «Дитя любви» / L’enfant d’amour (по Анри Батаю)
- 1930 — «Тайна жёлтой комнаты» / Le mystère de la chambre jaune (по Гастону Леру)
- 1931 — «Аромат дамы в чёрном» / Le parfum de la dame en noir (по Гастону Леру)
- 1933 — «Ястреб» / L'Épervier
- 1934 — «Счастье» / Le Bonheur (по одноимённой пьесе Анри Бернштейна)
- 1935 — «Вооружённая стража» / Veille d’armes
- 1937 — «Огненные ночи» / Nuits de feu (по Льву Толстому, вольная адаптация сюжета)
- 1937 — «Крепость тишины» / La Citadelle du silence
- 1938 — «Адриенна Лекуврер» / Adrienne Lecouvreur
- 1939 — «Сердечный союз» / Entente cordiale (по Андре Моруа)
- 1939 — «Дикая бригада» / La Brigade sauvage
- 1940 — «Комедия счастья» / La comédie du bonheur (по Николаю Евреинову)
- 1942 — «Фантастическая ночь» / La nuit fantastique
- 1945 — «Жизнь богемы» / La Vie de bohème (по роману Анри Мюрже «Сцены из жизни богемы»)
- 1950 — «Последние дни Помпеи» / Ultimi giorni di Pompeii (по Эдварду Бульвер-Литтону)
- 1953 — «Адриенна Мезюра» / Adrienne Mesurat (по одноимённому роману Жюльена Грина)